# Aleksander Danieluk

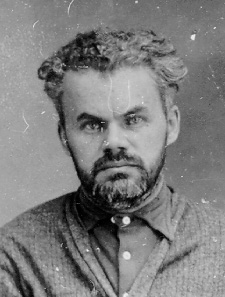
Aleksander Danieluk po aresztowaniu przez NKWD 1937

Aleksander Danieluk pseud. Alek, Olek, Górski, Horn, Klimkowski, Edmund Stefański, Zenon (ur. 30 listopada 1897 w Warszawie, zm. 21 sierpnia 1937 w Moskwie) – działacz i polityk komunistyczny.

## Życiorys
Skończył dwie klasy szkoły miejskiej, w 1914 ewakuowany w głąb Rosji. Od 1915 członek Socjaldemokratycznej Partii Robotniczej Rosji (bolszewików) (SDPRR(b)), w sierpniu 1915 na 3 miesiące aresztowany za prowadzenie agitacji komunistycznej. Po rewolucji lutowej 1917 członek komitetu fabrycznego w zakładach Borkowskiego w Czuhujowie w guberni charkowskiej, w których pracował. Od sierpnia 1917 do kwietnia 1918 sekretarz tego komitetu. 
Działacz Zjednoczenia Socjalistycznego Polskiego (ZSP) w Czuhujowie, doprowadził do przekształcenia go w grupę SDKPiL; na III Konferencji delegatów ZSP we wrześniu 1917 w Charkowie doprowadził do wystąpienia ze Zjednoczenia reprezentantów SDKPiL i PPS-Lewicy. Brał udział w pracach Komitetu Wykonawczego (KW) Rad Delegatów Robotniczych i Żołnierskich (RDRiŻ) w Czuhujowie jako przedstawiciel SDKPiL. Sekretarz Czuhujowskiego Komitetu Wojskowo-Rewolucyjnego, współorganizator oddziałów Czerwonej Gwardii. Brał udział w rozbrajaniu czuhujowskiej szkoły junkrów i wojskowych pociągów z Kozakami. X 1917–IV 1918 zastępca przewodniczącego Czuhujowskiej RDRiŻ i komisarz finansów. Walczył w oddziale Czerwonej Gwardii w czasie ewakuacji Czuhujowa podczas ofensywy armii niemieckiej w lutym 1918 (por. traktat brzeski).
W kwietniu 1918 przeniesiony do Samary, gdzie był członkiem Komitetu Rejonowego SDPRR(b). Przewodniczący KW RDRiŻ w Iwaszczenkowie koło Samary. Brał udział w tłumieniu buntu anarchosyndykalistów w Samarze i w walkach z Korpusem Czechosłowackim. Po zajęciu Samary przez Korpus Czechosłowacki 8 czerwca 1918 działał tam w konspiracji, m.in. jako członek Samarskiego Komitetu SDPRR(b). 18 lipca 1918 został aresztowany i w październiku wywieziony na Syberię, zbiegł z transportu. Od stycznia 1919 prowadził w Nowosybirsku pod nazwiskiem Klimkowski agitację komunistyczną wśród żołnierzy polskich formacji na Wschodzie. Po dekonspiracji w maju 1919 zbiegł do Archangielska. 
W lipcu 1919 wrócił do Polski i wstąpił do KPRP/KPP. Działał na terenie Zagłębia Dąbrowskiego. 1919–1920 przewodniczący Robotniczej Spółdzielni Spożywców w Sosnowcu, był także instruktorem-lustratorem Związku Robotniczych Stowarzyszeń Spółdzielczych (ZRSS), na I Statutowym Zjeździe ZRSS w maju 1920 w Warszawie wybrany do Rady Nadzorczej. 1920–1923 członek Komitetu Okręgowego (KO) KPP Zagłębia Dąbrowskiego, XII 1921–III 1922 przewodniczący zarządu Kasy Chorych w Zagłębiu. Brał udział w III Konferencji KPP w kwietniu 1922 w Gdańsku. Na wiecu pierwszomajowym w Sosnowcu w maju 1922 został na krótko aresztowany. W listopadzie 1922 kandydował do sejmu z listy Związku Proletariatu Miast i Wsi. Członek Komitetu Centralnego (KC) Komunistycznej Partii Galicji Wschodniej (KPGW, później przekształconą w KPZU) Na II Zjeździe KPP we wrześniu-październiku 1923 w Bołszewie pod Moskwą wybrany do KC KPP. Przez pewien czas kierował techniką partyjną. Brał udział w V kongresie Kominternu w czerwcu-lipcu 1924 w Moskwie. Od lata 1924 członek KC i Sekretariatu KC KPZB. Uczestnik III, IV i V Zjazdu KPP (styczeń-luty 1925 pod Moskwą, maj-sierpień 1927 pod Moskwą i sierpień 1930 w Peterhofie pod Petersburgiem) oraz IV Konferencji KPP (listopad-grudzień 1925). 1925–1927 członek Sekretariatu Krajowego KC KPP. 1931–1935 działał w Rumunii z ramienia KW Kominternu jako członek Biura Politycznego i sekretarz KC Komunistycznej Partii Rumunii. 
W okresie „wielkiej czystki” 21 stycznia 1937 został aresztowany przez NKWD. 21 sierpnia 1937 skazany na śmierć przez Kolegium Wojskowe Sądu Najwyższego ZSRR z zarzutu o „udział w kontrrewolucyjnej organizacji terrorystycznej”, stracony tego samego dnia. Skremowany w krematorium na Cmentarzu Dońskim i tam pochowany anonimowo.
Zrehabilitowany 7 maja 1955 postanowieniem Kolegium Wojskowego SN ZSRR.
Autor kilku publikacji, w tym wspomnień.